# Limnophila (Limnophila) theresiae
Limnophila (Limnophila) theresiae is een tweevleugelige uit de familie steltmuggen (Limoniidae). De soort komt voor in het Neotropisch gebied.